# Coro Ciudad de Almería
La Asociación Coral Ciudad de Almería y el Coro Ciudad de Almería (provincia de Almería, Andalucía, España) se constituyeron en 1997. En el año 2004 se creó el coro infantil “Ciudad de Almería” y posteriormente la orquesta “Collegium Musicum Almería”.